# Geografía de las islas Baleares

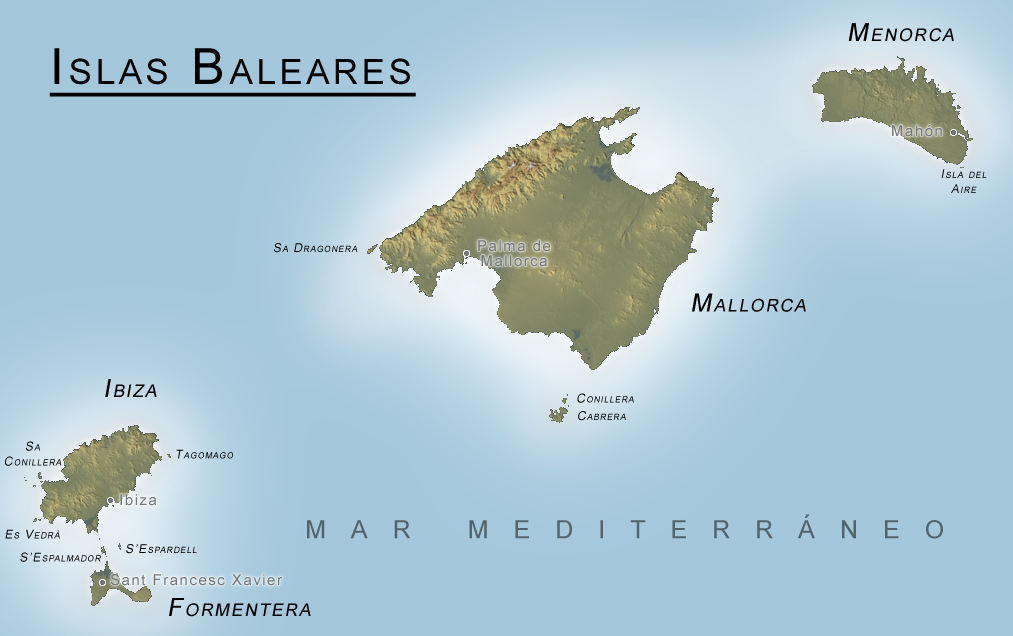
Mapa de las Islas Baleares.

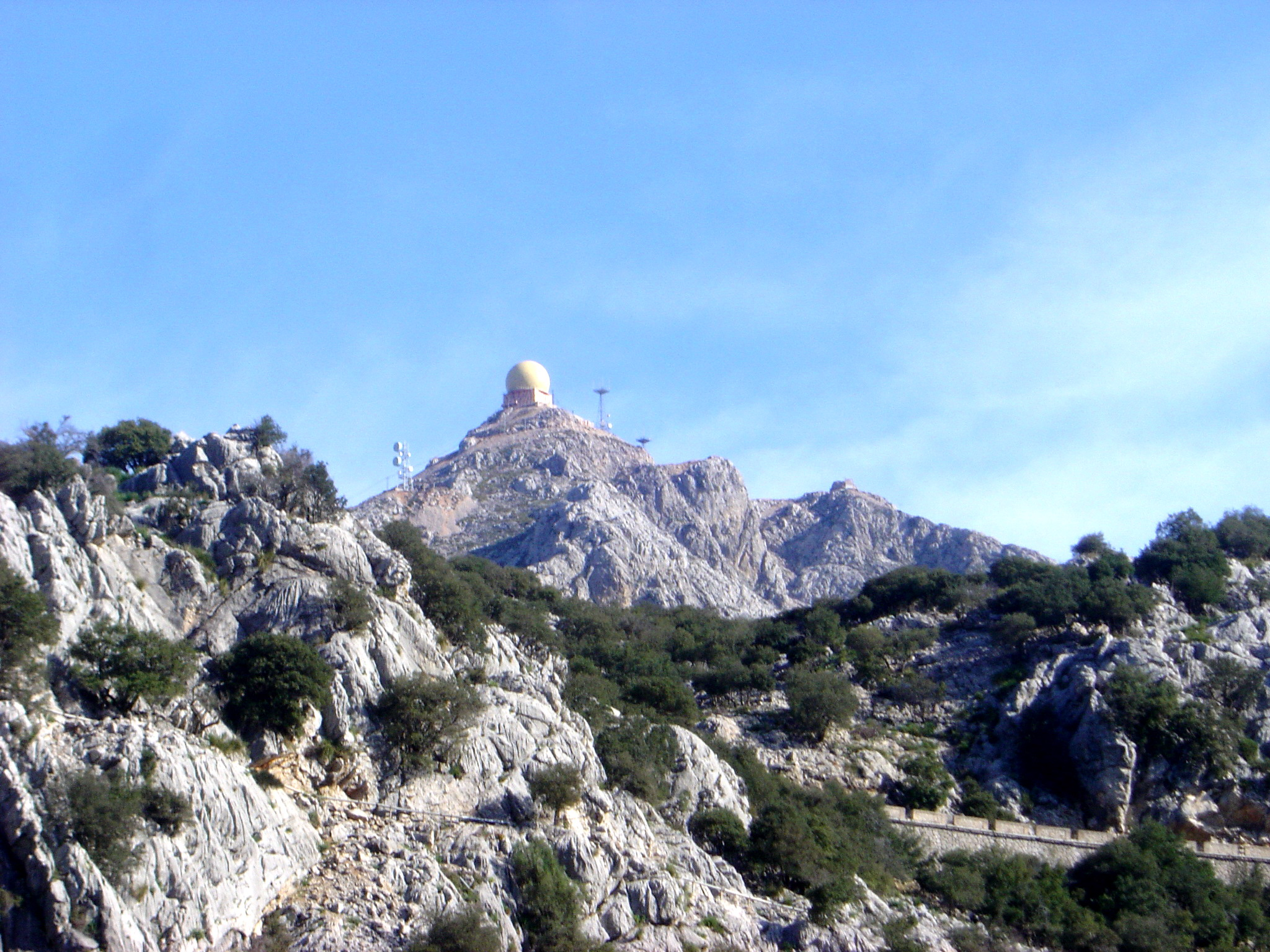
El Puig Major de la Sierra de Tramontana de Mallorca, la montaña más alta de la isla.

La geografía del archipiélago de las islas Baleares comprende las islas de Mallorca, Cabrera, Menorca, Ibiza y Formentera. En total el territorio tiene 4.992 km² y va desde el nivel del mar hasta los 1.432 m de altitud en el puig Major de la sierra de Tramontana de Mallorca. Las coordenadas geográficas están entre los 40°5′48' y 38°40′30' de latitud N y entre 1°12′47' y 4°19′ de longitud E. Ibiza está separada de la costa de la Comunidad Valenciana por solo 75 km de mar, y esta misma distancia separa Mallorca de Ibiza. La distancia mínima que separa Mallorca de Menorca es de 35 km. El archipiélago balear constituye la comunidad autónoma y a la vez provincia española de Islas Baleares.
El archipiélago balear se encuentra sobre un zócalo submarino separado de la costa del levante de la península ibérica por un canal con una profundidad superior a los 1000 m. Las islas tienen su origen en el geosinclinal profundo donde se depositaron materiales del Secundario y del Terciario, que es el mismo que originó las cordilleras béticas.
El hecho de que en Menorca la sedimentación del Burdigaliano aparece horizontal lleva a pensar que Menorca apareció antes de que las otras islas del archipiélago y por eso solo en Menorca se encuentran sedimentos del Paleozoico, en cambio en las otras islas la emersión se debió de producir a partir del inicio de la era Secundaria. En Menorca también es el único territorio de las islas Baleares donde aparecen, en parte, suelos ácidos. Mallorca presenta una morfología muy variada en contraste con el resto del archipiélago.
- Mallorca está constituida por dos sierras de montañas, orientadas de nordeste a sudeste y por una llanura baja, más o menos accidentada, situada entremedio de las dos cordilleras. La sierra de Tramontana está en el noroeste de la isla, tiene numerosas cumbres de más de 1000 metros de altitud, predomina el modelado kárstico. La sierra de Levante, paralela a la costa, en el sudeste de Mallorca es más baja y de morfología más suave, la altitud máxima es el monte de Atalaya Freda de 561 m de altitud. La llanura central de Mallorca presenta colinas y bajas montañas donde destaca el puig de Randa con 548 m.
- Menorca es una isla baja, la máxima altitud es la montaña del Toro con solo 358 m. El sur de la isla de Menorca es calcáreo pero el norte es silíceo.
- Ibiza es una isla caliza y montañosa las cumbres de la cual no son muy elevados (Sa Talaia 475 m).
- Formentera también es calcárea aunque más baja (Sa Mola 192 m).

El archipiélago está formado por dos grandes grupos:
- Las Gimnesias: Menorca, Mallorca, Cabrera y los islotes menores que las rodean (las Baleares propiamente dichas en la Antigüedad).
- Las Pitiusas: Ibiza, Formentera y los islotes menores que las rodean.

|  |  |  | Mallorca   |
|  |  |  | Menorca    |
|  |  |  | Ibiza      |
|  |  |  | Formentera |
|  |  |  | Cabrera    |

## Geografía física

### Relieve

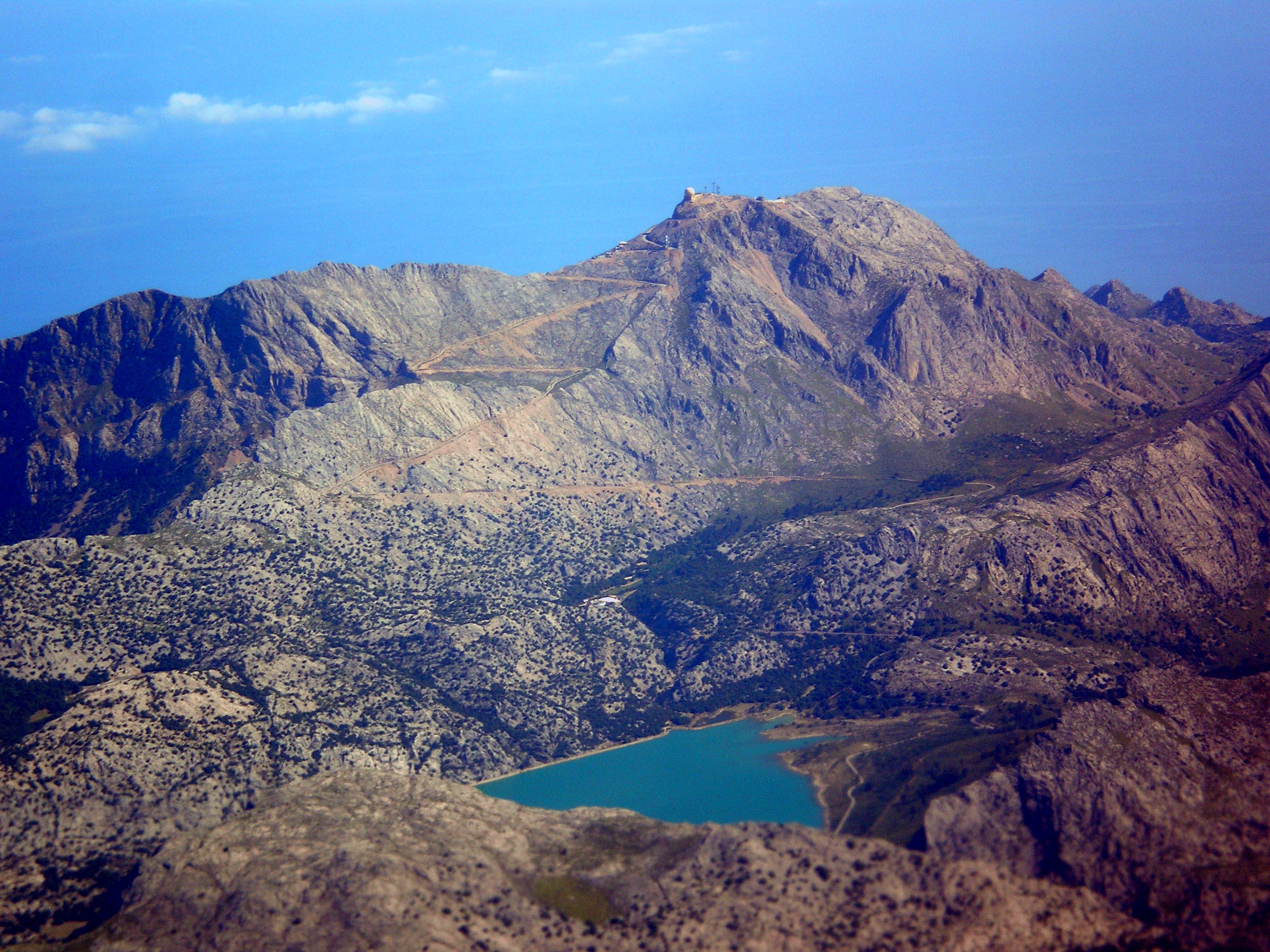
El Puig Major desde un avión

Mallorca está constituida por dos cordilleras de montañas, orientadas de noroeste a sudeste y por una llanura baja, más o menos accidentada, situada entremedio de las dos cordilleras. La Sierra de Tramontana está en el noroeste de la isla, tiene numerosas cumbres de más de 1000 metros de altitud, predomina el modelado kárstico. La Sierra de Levante, paralela a la costa, en el sudeste de Mallorca es más baja y de morfología más suave, la altitud máxima es el Monte de Atalaya Freda de 561 m de altitud. La llanura central de Mallorca presenta colinas y bajas montañas donde destaca el Puig de Randa con 548 m. Menorca es una isla baja, la máxima altitud es la Montaña del Toro con solo 358 m. El sur de la isla de Menorca es calcáreo pero el norte es silíceo. Ibiza es una isla caliza y montañosa las cumbres de la cual no son muy elevados (Sa Talaia 475 m). Formentera también es calcárea aunque más baja (Sa Mola 192 m). El relieve mallorquín está formado por la Sierra de Tramontana, con las montañas más altas, la Sierra de Levante, con alturas más modestas, y otros montes menores. La Sierra de Tramontana, al noroeste, forma impresionantes acantilados y calas rocosas que contrastan con las playas de arena del resto del litoral. El Llano es la fértil planicie central. Al oeste de esta llanura y en el centro de la bahía de Palma está situada la capital, Palma de Mallorca.
Los montes principales son:
- Serra de Tramontana: Puig Major (1445 m), Masanella (1364 m), Puig Tomir (1102 m), Puig de l'Ofre (1090 m), Puig del Teix (1064 m) y Puig de Galatzó (1027 m).
- Sierra de Levante: Puig de Morell (562 m), Bec de Ferrutx (519 m) y Puig de Sant Salvador (510 m).
- Fuera de las dos sierras indicadas cabe destacar el Puig de Randa (543 m) y el Puig de Galdent (420 m).

### Hidrografía

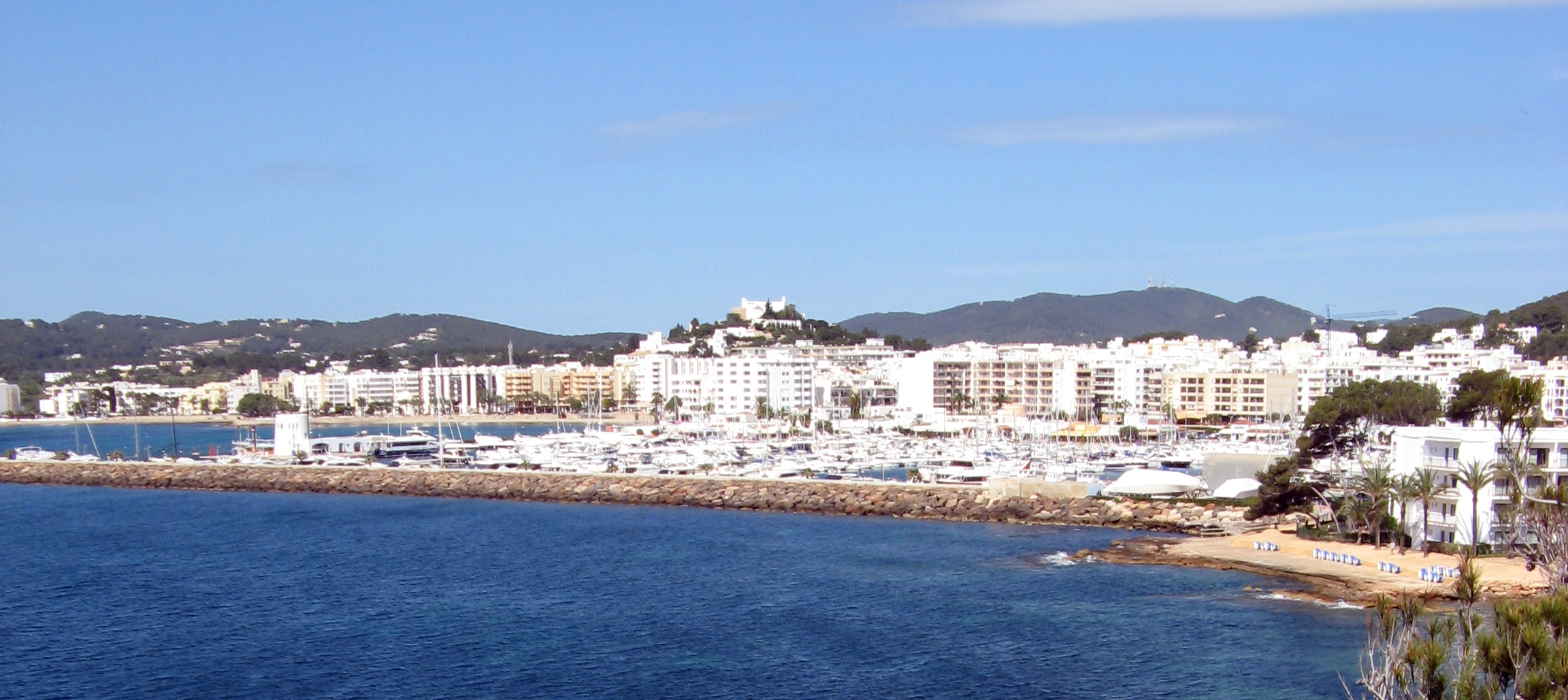
Puerto y población de Santa Eulalia del Río (Ibiza).

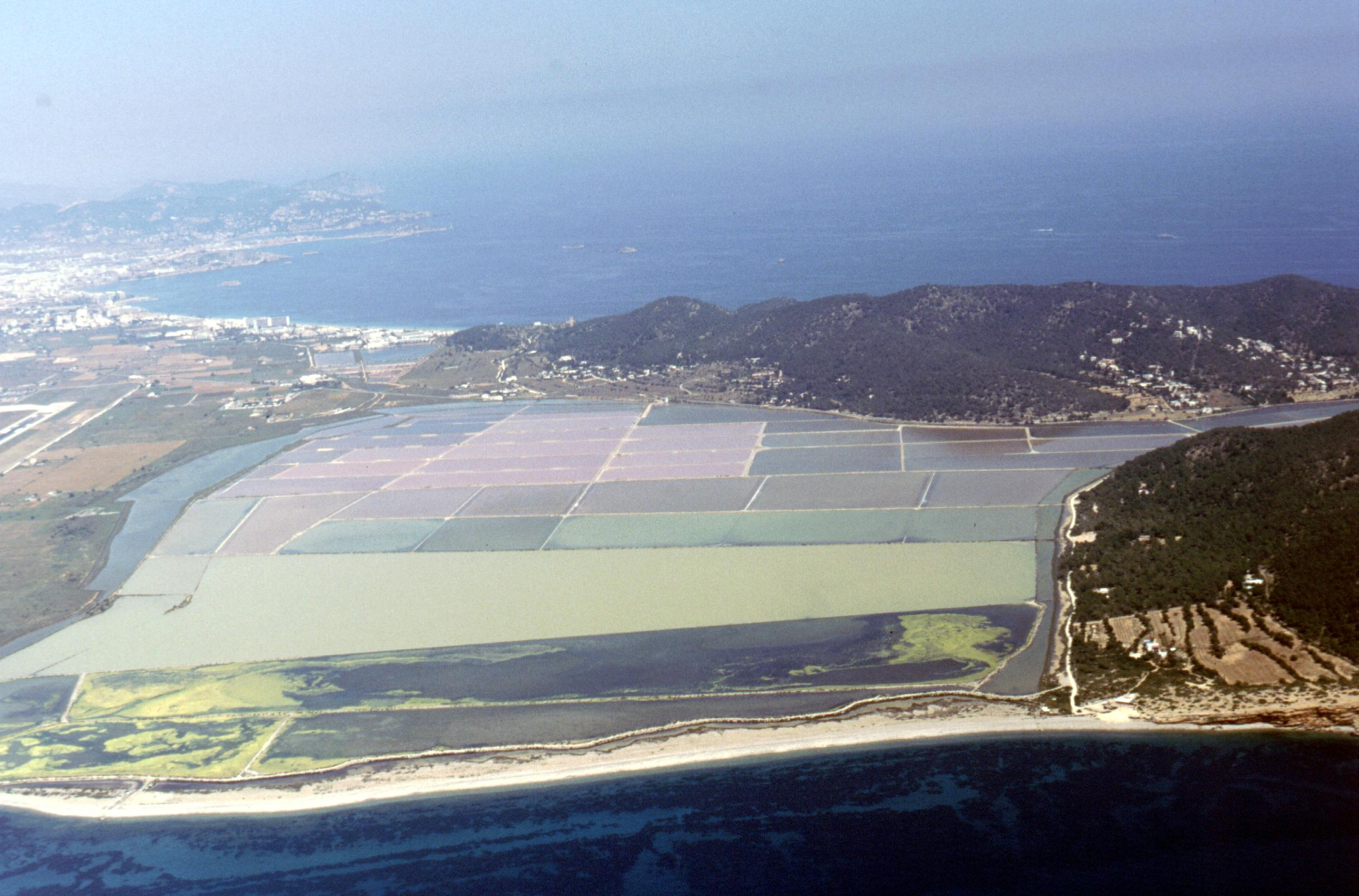
Parque natural de las Salinas (Ibiza).

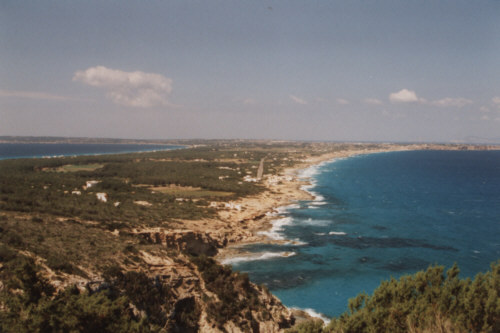
Imagen de Formentera desde el mirador de la Mola.

Los únicos dos ríos de las Islas Baleares son el río de Cala Galdana o Algendar, en Menorca, y el de Santa Eulària en Ibiza. En el caso de este último, la mayor parte de su caudal está seco durante gran parte del año. Desemboca en la villa de Santa Eulalia del Río. Hasta mitad del siglo XX traía agua todo el año pero actualmente se comporta como un torrente puesto que solo circula agua cuando llueve. De todas maneras el agua circula, todavía, de manera subterránea por el cauce del río. La alimentación de este río es a través de aguas subterráneas. A pesar de esto es discutible que actualmente se le pueda denominar "río" puesto que prácticamente no circula ya agua por la superficie. La mayor parte de la isla de Ibiza está formada por montañas calcáreas, permeables, no muy altas, por eso la mayor parte de la isla forma un gran acuífero, con varias fuentes. En el caso del río de Cala Galdana en Menorca, el caudal suele ser más abundante y se mantiene más o menos regular durante todo el año a lo largo de varios kilómetros, adentrándose en lo que se conoce como el Barranc d'Algendar, un barranco bastante profundo situado en la mitad sur de la isla. 
Formentera es una isla relativamente pequeña con montañas muy poco elevadas y con las precipitaciones más escasas (unos 370 litros) de todas las Islas Baleares. A estas características desfavorables se añade una crostra calcárea que obstaculiza la infiltración. Hay algunos torrentes que solo traen agua después de intensas precipitaciones. Los pozos se van salinizando por sobreexplotación y desde 1995 el agua para consumo doméstico proviene de una planta desalinizadora.
Las islas Baleares son mayoritariamente de litología caliza, solo parte de Menorca es una excepción, y por lo tanto se presentan los fenomes kársticos. Así La red hidrográfica de las islas tienen varias cuencas (unas doce en Mallorca). Por el régimen de lluvias del Mediterráneo la irregularidad pluviométrica y de almacenamiento de agua es grande. La caliza favorece la infiltración del agua, por la misma razón son abundantes las fuentes kársticas, especialmente en el pie de la Sierra de Tramontana, mientras en las llanuras hay agua freática subterránea a poca profundidad y cursos subterráneos como los de las cuevas de Manacor.

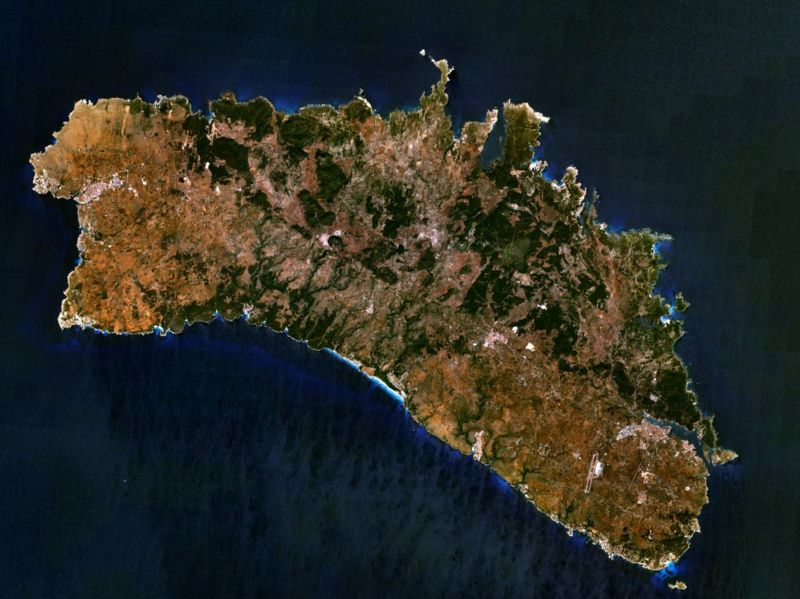
Vista satélite de Menorca.

En Menorca por su constitución geológica no hay muchas aguas subterráneas, en cambio es la isla donde llueve más (unos 650 litros anuales). Hay torrentes de curso más rápido en el norte de la isla y más suaves en el sur. En esta parte de la isla hay barrancos abiertos con meandros alimentados por el corrimiento de las aguas terrestres y por alguna entrada de aguas del mar. Popularmente se los denomina ríos de Aljandar, de son Bou, des Gorg y de Trabalúger, esta agua se aprovecha para regar huertos. En la mitad norte de Menorca se pueden utilizar algunas aguas subterráneas, dependiendo de la época geológica donde se han almacenado. Por ejemplo las del Mioceno resultan ser demasiado duras y saladas para beber pero todavía aptas para regar.

### Clima

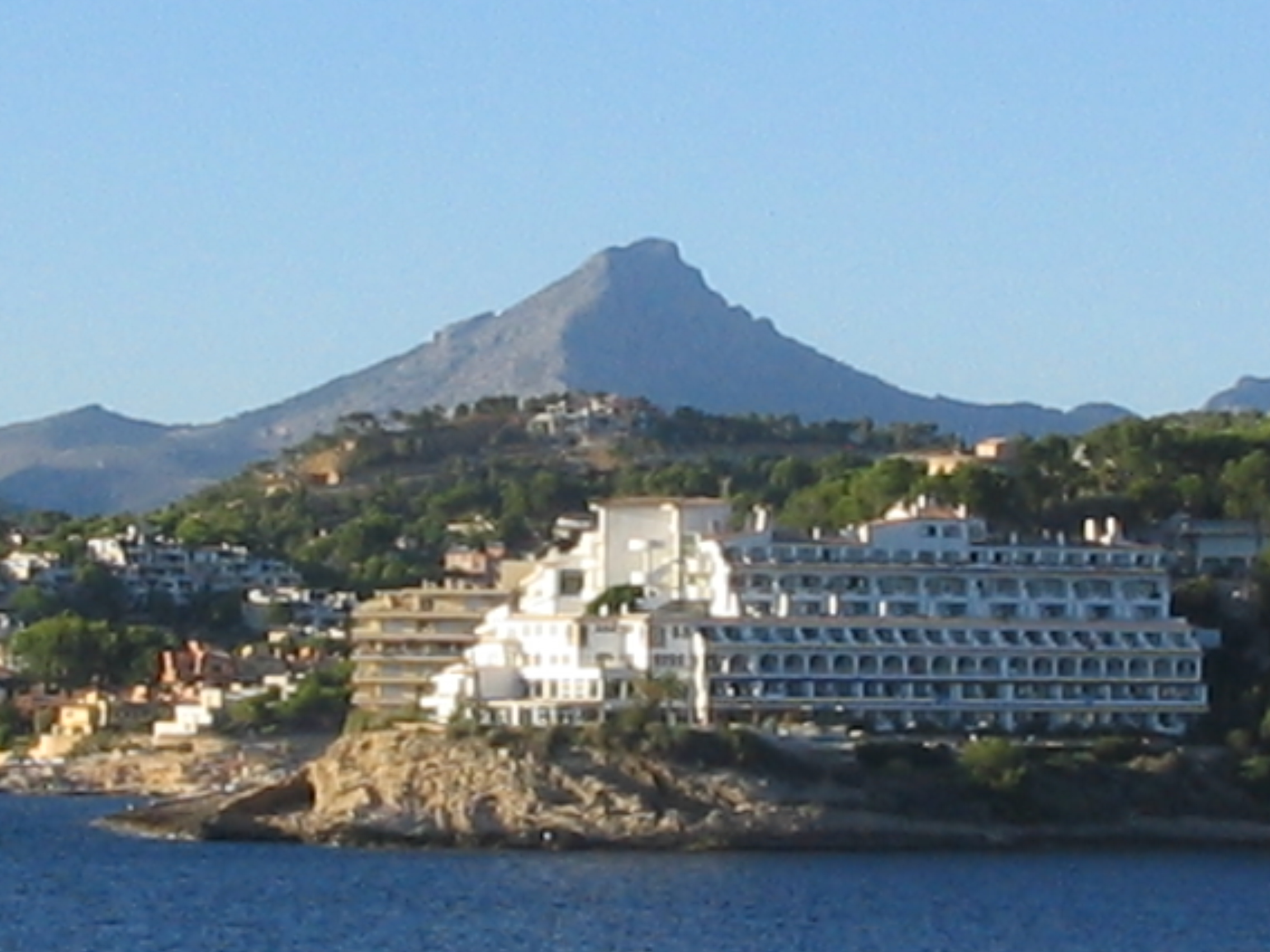
Vista de la bahía de Santa Ponsa con el Puig de Galatzó en el fondo (Mallorca).

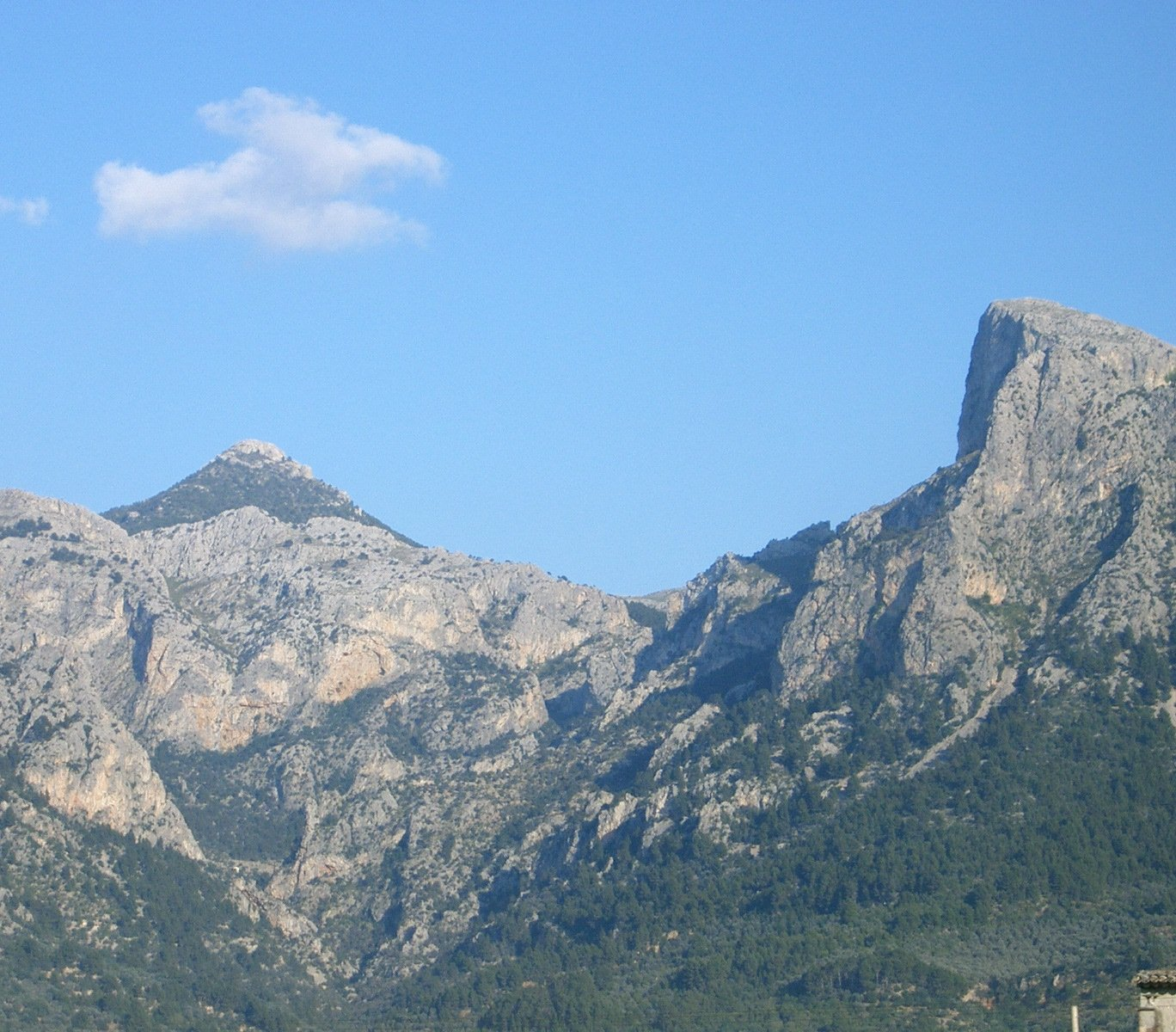
Puig de l'Ofre (Mallorca).

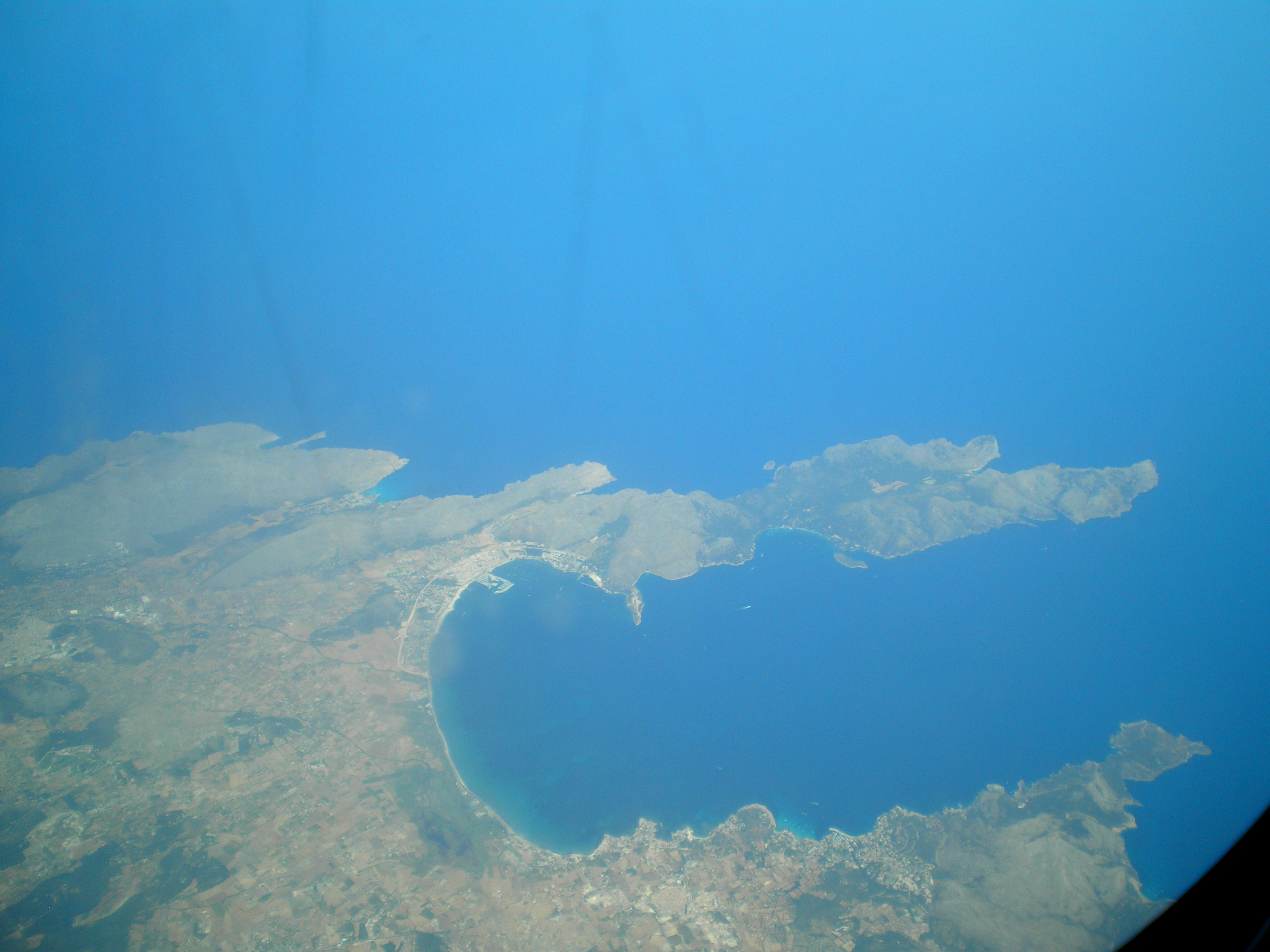
Cabo de Formentor (Mallorca).

El clima de las Islas Baleares es plenamente del tipo mediterráneo. En general es muy similar al de la Comunidad Valenciana y más concretamente Palma de Mallorca tiene un clima casi idéntico al de la ciudad de Valencia.
La diferencia de latitud entre las islas queda reflejado en la disminución de las precipitaciones de norte a sur: Menorca 650 litros anuales, Mallorca unos 500, Ibiza unos 400 y Formentera unos 370. Se presenta el máximo pluviométrico en las montañas más altas (Sierra de Tramontana) que pueden interceptar los frentes de lluvia y hacerlos ascender e incrementar la precipitación. El régimen pluviométrico es del tipo mediterráneo sin excepciones tanto si la precipitación no llega a los 400 litros como pasa en Formentera cómo si ultrapasa los 1000 litros en algunos puntos de la Sierra de Tramontana de Mallorca. La lluvia es irregular de un año a otro y también irregular para un mes determinado. Los grandes episodios de lluvia ocurren normalmente cuando llega el viento de sudoeste y el viento de levante puesto que ambos están cargados de humedad al pasar por el Mediterráneo, también acostumbran a ser muy intensas las precipitaciones de otoño y ocasionan inundaciones. Las lluvias de otoño marcan el máximo anual, la lluvia continúa de manera más moderada en los meses de invierno pero en la primavera se inicia un descenso, que hace que esta sea bastante seca, continúa el descenso hasta llegar al mínimo de julio que es extremadamente seco puesto que solo cubre el 5% mensual. El déficit pluviométrico medio anual respecto a la evapotranspiración oscila de norte a sur entre 300 y 500 litros.
También se aprecia la disminución de las temperaturas medianas anuales de sur hacia norte: Formentera 18 °C, Mahón 17 °C. La diferencia entre el mes más cálido, julio, y el mes más frío, enero, llega a un valor de 15 °C que es bastante elevado si se compara con los calores de amplitud térmica de las islas oceánicas (9 °C de amplitud térmica en Irlanda, por ejemplo), esto es generalizado en toda la zona mediterránea y en parte se explica por la mayor variación anual de la temperatura del Mediterráneo respecto a la que tiene el Atlántico. Cómo es general en la Cuenca del Mediterráneo la primavera resulta más fría que el otoño y el verano térmico dura cuatro meses (de junio a septiembre). En verano las Baleares están más expuestas, que la península ibérica, a algunas entradas de aire cálido del norte de África que hacen elevar la temperatura de manera considerable.
El invierno a las Baleares resulta relativamente suave con temperaturas medianas mensuales por encima de los 10 °C, teniendo en cuenta que las temperaturas mensuales por debajo de 10 °C se consideran de tipo invernal, al estar las Baleares justo por encima de este valor se podría decir que, de media no existe un verdadero invierno térmico, aun así las Baleares no están libres de esporádicas entradas de aire frío que hacen bajar las temperaturas a niveles muy menores, siendo habituales la nevadas durante gran parte del invierno en la Sierra de Tramontana donde suele nevar por encima de los 700 metros.

## Historia Natural

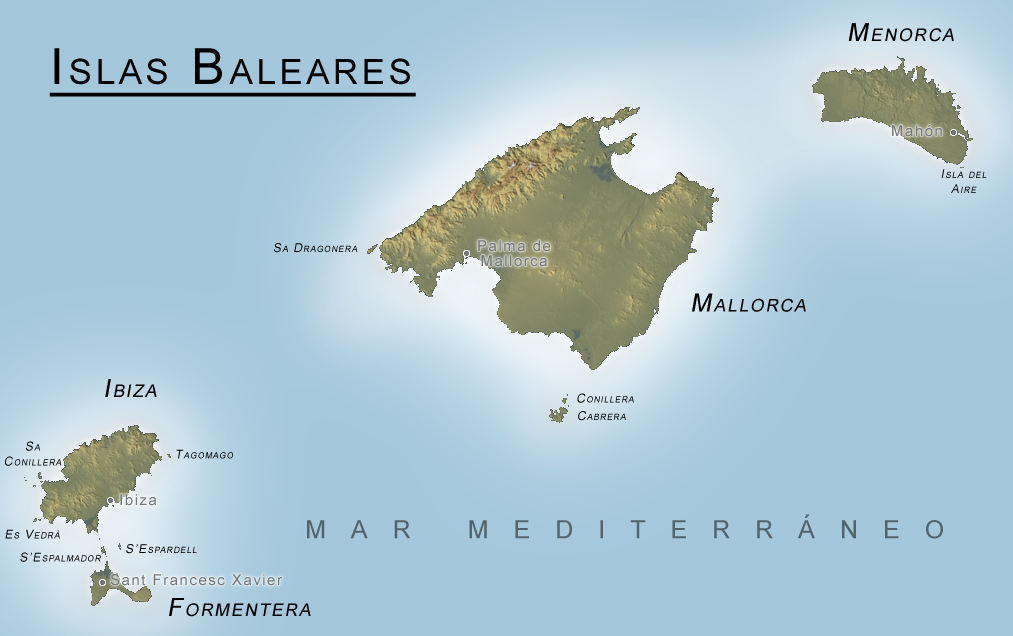
Mapa de las Islas Baleares.

### Paleogeografía

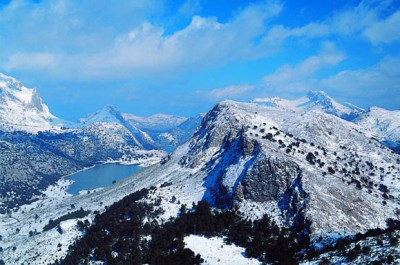
Vista de la Sierra de Tramontana, Mallorca.

Gimnesias y Pitiusas han tenido una historia geográfica diferente. Durante las glaciaciones del Cuaternario, debido a la acumulación de agua en forma de hielo en los casquetes polares y en las grandes sierras, mares y océanos bajaron de nivel. Esto provocó que se unieran Menorca y Mallorca por un lado e Ibiza y Formentera por el otro[cita requerida]. Todas las faunas y floras se mezclaron, pero entre la Gran Gimnesia y la Gran Pitiusa no fue así ya que permaneció un canal marino de más de 70 km, infranqueable por la fauna terrestre. La menor medida de la Gran Gimnesia (2.000 km²) y un clima más árido provocó la extinción de la fauna terrestre y la falta de vegetales arbóreos notables.
El origen geológico de las Islas Baleares, exceptuando parte de Menorca, tiene que ser entendido como una continuación en el mar de las cordilleras Béticas. En el secundario se van acumulando en el mar sedimentos procedentes del macizo hespérico al geosinclinal bético-rifeño, que son levantados y elevados durante el plegamiento alpino. Así, Mallorca y las Pitiusas presentan claramente una disposición SO-NE. Además, las montañas de ambas islas van en esta misma dirección y presentan gran multitud de materiales secundarios, especialmente calcáreos. Estos materiales calcáreos son responsables del modelado kárstico de las sierras mallorquinas y de casi toda Ibiza, con cañones e importantes cuevas y acuíferos. Posteriormente, entre el Terciario y el Cuaternario, aparecen por sedimentación los llanos, tanto la llanura de Mallorca como las otras pequeñas llanuras de las dos islas. El origen geológico de Menorca es discutido. Menorca se tiene que dividir en dos partes, Tramontana y Mediodía, donde la parte de Tramontana está formada por materiales primarios y el Mediodía por materiales secundarios y terciarios igual que Mallorca y las Pitiusas. Algunos geólogos ligan la Tramontana menorquina con las cordilleras litorales catalanas, si bien hay otras hipótesis y todavía no hay conclusiones claras. El hecho que la Tramontana menorquina esté formada por materiales primarios explica su litoral desigual, que alterna grandes cabos con grandes puertos naturales. En el Terciario se forma Formentera, formada esencialmente por dos macizos de sedimentos (cabo de Berberia y la Mola) unidos por un cordón de dunas litificadas.
En el Cuaternario Gimnesias y Pitiusas han tenido una historia geográfica diferente. Durante las glaciaciones del cuaternario, debido a la acumulación del agua en forma de hielo en los casquetes polares y en las grandes cordilleras, mares y océanos bajaron de nivel. Esto produjo que se unieran Menorca y Mallorca por un lado, e Ibiza y Formentera por el otro. Todas las faunas y floras entonces se mezclaron pero entre la Gran Gimnesia y la Gran Pitiusa no fue así porque permaneció un canal marino de más de 70 km, infranqueable para la fauna terrestre.
Se han determinados compresiones y extensiones mínimas en geodinámica en estudios geodésicos, esto indica que el Archipiélago Balear no se encuentra tan influenciado por la confluencia de placas Euroasiática y Nubia como el Sur de la península ibérica 
La menor medida de la Gran Gimnesia (2000 km²) y un clima más árido (300 mm) provocó la extinción de la fauna terrestre y la carencia de poblamientos vegetales arbóreos notables.

### Flora
En el pasado, Gimnesias y Pitiusas tuvieron ecosistemas distintos. Las Gimnesias tenían bosques de encinas en el interior y en los llanos costeros grandes bosques de boj balear (Buxus balearica), planta que aún se puede encontrar de forma residual en Mallorca. Las Pitiusas estaban prácticamente desnudas de vegetación arbórea y predominaban las hierbas nitrófilas producto del efecto de las deyecciones de la gran cantidad de colonias de aves que tenían.
Actualmente hay en baleares numerosas plantas endémicas, entre otras Apium bermejoi, Euphorbia fontqueriana, Euphorbia margalidiana, Euphorbia pithyusa, Galium balearicum, Galium crespianum, Galium friedrichii o Helleborus lividus.

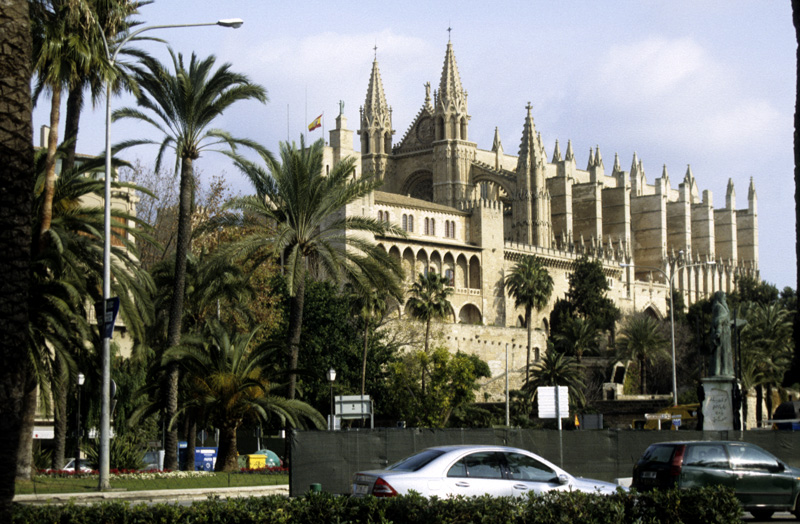
Catedral de Palma de Mallorca.

### Fauna
En el pasado, la fauna de las Gimnesias y de las Pitiusas era muy distinta. Parece ser que, a excepción de las especies voladoras (aves, murciélagos e insectos voladores) no compartían casi ninguna especie terrestre: diferentes comunidades vegetales, diferentes herbívoros, diferentes carnívoros como  Hypnomys morpheus, especies de  Myotragus o Nesiotites hidalgo.
Cuenta con algunas especies endémicas como el sapillo balear (Alytes muletensis), o las lagartijas balear (Podarcis lilfordi) y de las Pitiusas (Podarcis pityusensis).

## Geografía humana
Población por municipios (2011):[cita requerida]
- Palma de Mallorca - 405.318 hab
- Calviá - 52.451 hab
- Ibiza - 49.388 hab
- Manacor - 40.873 hab
- Llucmajor - 36.959 hab
- Marrachí - 34.385 hab
- Santa Eulalia del Río - 33.734 hab
- Inca - 29.966 hab
- Ciudadela - 29.315 hab
- Mahón - 28.942 hab
- San José - 23.688 hab
- San Antonio Abad - 22.299 hab

El archipiélago ha sufrido un gran crecimiento demográfico tras el boom turístico de los años 1960: en el periodo 1970-2005, éste fue del +76,10%, frente al +29,90% de la media española.[cita requerida] En el año 2010, la población total de las islas asciende a 1.105.184 personas.
Según el Padrón municipal de habitantes (INE, 2010), un 21,9% de la población balear es de nacionalidad extranjera, siendo la Comunidad Autónoma y la segunda provincia de España —tras Alicante— con mayor número de residentes foráneos. Un 52,4% de los extranjeros provienen de la Unión Europea, destacando los alemanes (14,9% del total),  británicos (9,7%), italianos (6,9%), rumanos (5,2%) y franceses (3,6%). Un 24,1% viene de América del Sur, destacando por su número los ecuatorianos (5,4%), argentinos (4,5%), y colombianos (4,2%). Un 14,8% viene de África, principalmente de Marruecos (9,9%) y Nigeria (1,4%).

### Gráfico de población 1900-2000
| Gráfica de evolución demográfica de Geografía de las islas Baleares entre 1900 y 2000 |
|                                                                                       |

### Lengua

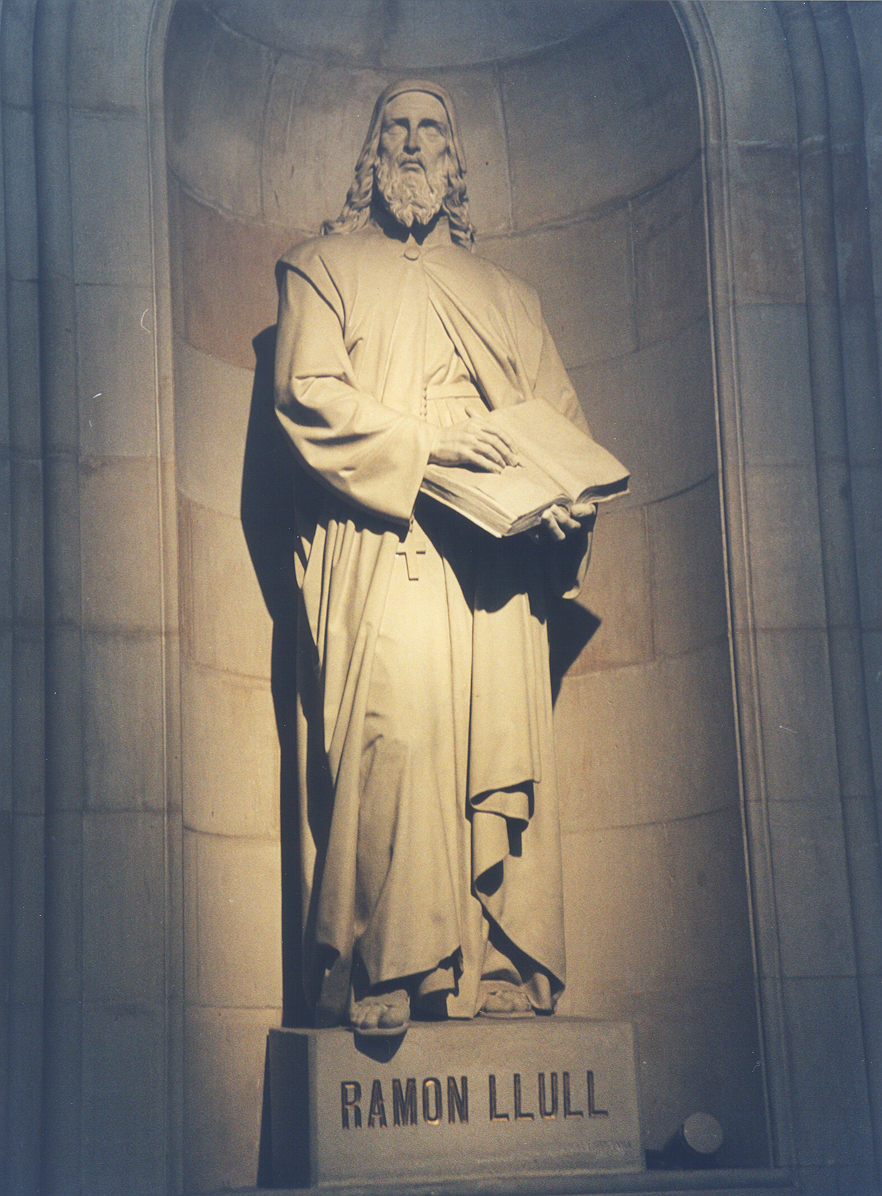
Ramon Llull.

El catalán es la lengua propia de las Islas Baleares (así definida en su Estatuto de Autonomía) y cooficial, junto al castellano, por serlo ésta en todo el Estado. Además, en las zonas turísticas, se hablan el inglés y el alemán. Aunque con menos impacto, el italiano es también un idioma frecuente, sobre todo en Formentera, que cuenta con un alto índice de turismo de esa nacionalidad.
De acuerdo con los datos del censo del Instituto de Estadística de las Islas Baleares de 2001 y los datos sociolingüísticos del IEC de 2002, con respecto al catalán la población se distribuiría de la siguiente manera: sabe hablarlo el 74,6%, lo entiende el 93,1%, sabe leerlo el 79,6%, sabe escribirlo el 46,9%. Por su parte, según una encuesta realizada en 2003 por la Secretaría de Política Lingüística, de los 1.113.114 habitantes de Baleares lo entienden 749.100, lo saben hablar 600.500, y es la lengua habitual para 404.800 personas.